# Roland Müller (piłkarz)
Roland Richard Guaves Müller (ur. 2 marca 1988 w Kolonii) – filipiński piłkarz pochodzenia niemieckiego występujący na pozycji bramkarza. Zawodnik klubu Servette FC.

## Kariera klubowa
Schröck urodził się w Niemczech jako syn Filipinki i Niemca. Karierę rozpoczął w 2007 roku w rezerwach zespołu 1. FC Köln. Przez 3 lata rozegrał tam 64 spotkania. W 2010 roku przeszedł do drugoligowego MSV Duisburg.

## Kariera reprezentacyjna
W reprezentacji Filipin Müller zadebiutował w 2011 roku.